# Норма Алеандро
Норма Алеандро (енгл. Norma Aleandro) је аргентинска глумица, рођена 2. маја 1936. године у Буенос Ајресу (Аргентина).